# Murawyszcze
Murawyszcze (ukr. Муравище) – wieś na Ukrainie w rejonie łuckim obwodu wołyńskiego.
Pod koniec XIX w. wieś Hawczyce (Гавчици,  1906) w powiecie łuckim, w gmina Trościaniec. W  II Rzeczypospoliej Hawczyce w gminie Kiwerce (powiat łucki) w województwie wołyńskim. Na zachód od miejscowości kolonia Rafałówka założona w 1870.
Postanowieniem egzekutywy obwodowej 25 czerwca 1990 roku połączono wsie Hawczyce i Murawyszcze należące do rady wiejskiej Sikirycze, pozostawiając nazwę Murawyszcze.
Do 2020 w rejonie kiwereckim. 